# Pandercetes regalis
Pandercetes regalis är en spindelart som beskrevs av Roewer 1938. Pandercetes regalis ingår i släktet Pandercetes och familjen jättekrabbspindlar. Inga underarter finns listade i Catalogue of Life.